# Обербюрен
Обербюрен (нім. Oberbüren) — громада  в Швейцарії в кантоні Санкт-Галлен, виборчий округ Віль.

## Географія
Громада розташована на відстані близько 145 км на північний схід від Берна, 17 км на захід від Санкт-Галлена.
Обербюрен має площу 17,7 км², з яких на 13,8% дозволяється будівництво (житлове та будівництво доріг), 64,1% використовуються в сільськогосподарських цілях, 19,9% зайнято лісами, 2,2% не є продуктивними (річки, льодовики або гори).

## Демографія
2019 року в громаді мешкало 4542 особи (+9,9% порівняно з 2010 роком), іноземців було 13,5%. Густота населення становила 256 осіб/км².
За віковим діапазоном населення розподілялося таким чином: 22,6% — особи молодші 20 років, 62% — особи у віці 20—64 років, 15,4% — особи у віці 65 років та старші. Було 1803 помешкань (у середньому 2,5 особи в помешканні).
Із загальної кількості 2990 працюючих 196 було зайнятих в первинному секторі, 1040 — в обробній промисловості, 1754 — в галузі послуг.

## Економіка
Виробник сирів Züger Frischkäse AG.